# Faturase (Ort)
Faturase ist ein Ort in der Aldeia Faturase (Suco Rairobo, Verwaltungsamt Atabae, Gemeinde Bobonaro). Er liegt in einer Meereshöhe von 370 m.
Das Dorf Faturase befindet sich an der Straße, die vom administrativen Zentrum der Aldeia nach Süden in Richtung des Ortes Atabae (Aldeia Vila Maria) führt. Hier befindet sich auch der Friedhof der Aldeia Faturase. Nach Norden und Westen dehnt sich die Besiedlung in der Aldeia weiter aus.